# Plavac Mali Crni

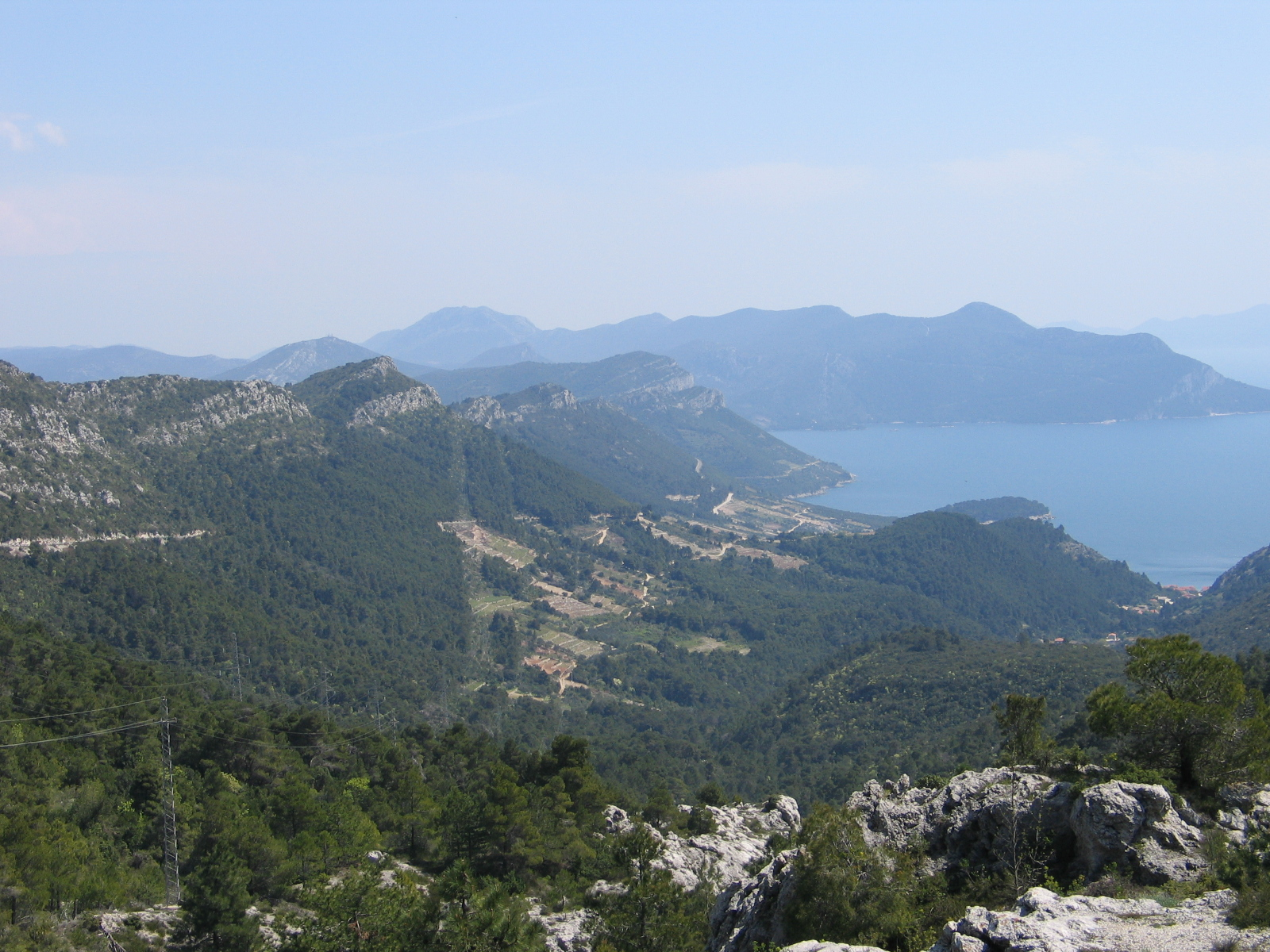
Rieden mit Mali Plavac im Süden der Halbinsel Pelješac

Plavac Mali Crni (oder Mali Plavac, wortwörtliche Übersetzung Kleiner Schwarzblauer) ist eine alte, autochthone Rotweinsorte des südlichen Kroatiens sowie der südlichen kroatischen Inseln. Aus ihr werden herausragende Weine wie zum Beispiel der Postup, der Faros oder der Dingač gekeltert. Die körperreichen Rotweine sind meist sehr dunkel, alkoholreich und jung zuweilen sehr tanninbetont. Die Aromen erinnerten oft an Kirschen, manchmal auch an Brombeeren. Ihre Lagerfähigkeit ist ausgezeichnet.
Ein Cuvée aus 70 % Mali Plavac und 30 % Vranac des Jahrgangs 2012, den die Mazedonische Kelterei Tikveš durch den französischen Önologen Philippe Cambie als Bela voda red auf den Markt bringt, ist zurzeit der von Robert Parker mit 95 Punkten heute (Stand Anfang 2015) in dem verbreitetsten Weinbewertungssystem höchstbewertete Wein der Balkanhalbinsel.
Die Rebe ist wohl eine Kreuzung aus den beiden Sorten Dobričić und Crljenak kaštelanski. Die letztere ist genetisch identisch mit dem in Kalifornien verbreiteten Zinfandel sowie mit dem apulischen Primitivo. Sie ist niederwüchsig und ertragsarm.
Abstammung: Crljenak kaštelanski x Dobričić

## Synonyme
Für die Rebsorte sind weitere 51 Namen bekannt: Babic Kasteljenac, Crljena, Crljenac, Crljenak, Crljenak Mali, Crna, Crnac, Crnjak, Crvenak, Cvrstac, Grestavac, Kastelanac, Kasteljanac, Kasteljanak, Kasteljanka, Kastelka, Kusmanic, Kuzmanic, Kuzmanusa, Pagadebit, Pagadebit Crni, Pagadebit Mali, Pagadebit Pravi, Pagadebit Veliki, Pagadebit Zelenjak, Plavac, Plavac Crljenac, Plavac Kasteljanski, Plavac Mali, Plavac Mali Kastelanski Crni, Plavac Mali Kasteljanski, Plavac Pravi, Plavac Srednji, Plavac Tvrdi, Plavac Veliki, Plavac Zelenak, Plavatz Petit Noir, Plavatze Maly, Plavec Mal, Praskavac, Rcanak, Reanac, Rodulic, Rudica, Sarac, Sarak, Viska, Zelenac, Zelenak, Zelenjak, Zelenka.
Siehe auch: Kroatische Küche, Weinbau in Kroatien, Liste von Rebsorten